# Saido Berahino
Saido Berahino (n. 4 august 1993, Burundi) este un fotbalist burundez și britanic, care joacă pe post de atacant la Rajasthan United FC⁠(d). Pe plan internațional, are prezențe la națională pentru Anglia U16⁠(d), Anglia U17⁠(d), Anglia U18⁠(d), Anglia U19⁠(d), Anglia U20⁠(d), Anglia U-21⁠(d) și Burundi.